# Embassament d'Ulldecona
L'Embassament d'Ulldecona se situa al terme municipal de la Pobla de Benifassà, a la comarca del Baix Maestrat, al País Valencià.
És a la confluència de tres barrancs, el barranc de la Fou, el de Teulatí (o de la Tenalla) i el de la Pobla. Es va construir l'any 1967, finançat per pagesos d'Ulldecona (fet que li dona el nom) a la llera del riu de la Sénia, en territori de la Confederació Hidrogràfica del Xúquer, ocupant una extensió de 817 hectàrees i amb una capacitat d'11 hm3. Té una presa de gravetat. La presa té 61 metres d'alçada i 167 d'amplada en el seu punt superior. Aquest embassament és de propietat estatal i gestionat per la Confederació Hidrogràfica del Xúquer. A l'estiu, primavera i tardor l'embassament d'Ulldecona és un lloc turístic. Hi ha allotjament, restaurant i es poden llogar patins de pedals i barquetes per gaudir les vistes del llac i de les muntanyes calcàries que l'envolten.
El 2022 estava al 9%, el 2023 al 4% i l'estiu de 2024 al 0,1%, tècnicament sec.

## Galeria

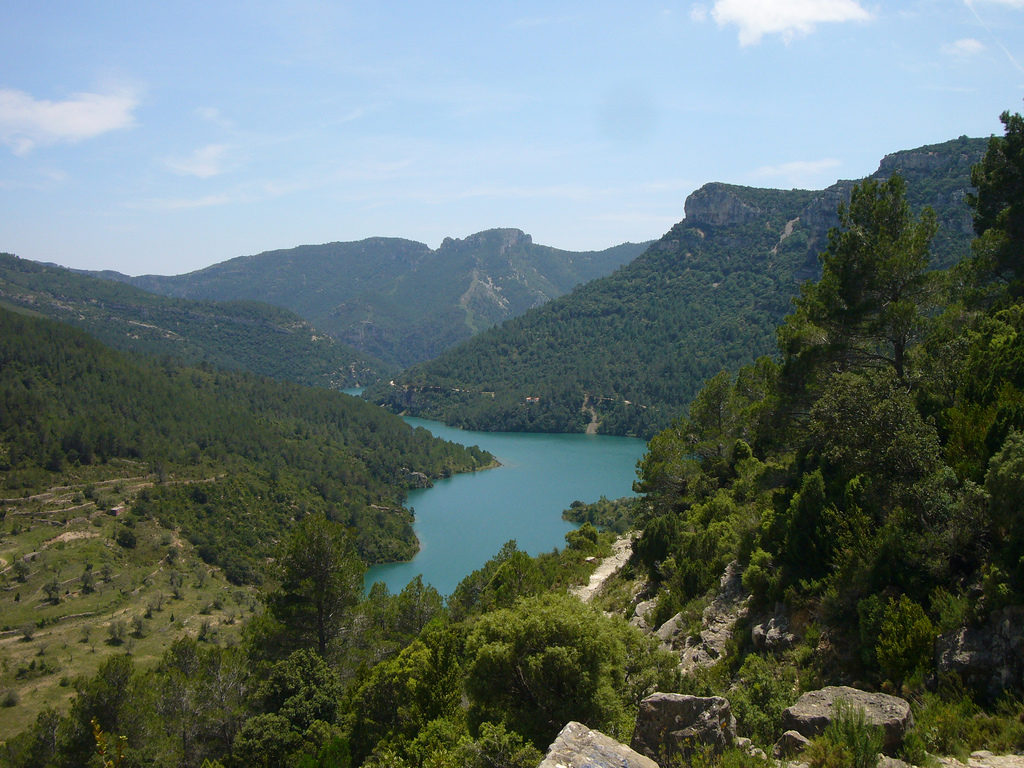
L'embassament d'Ulldecona en un dia d'estiu
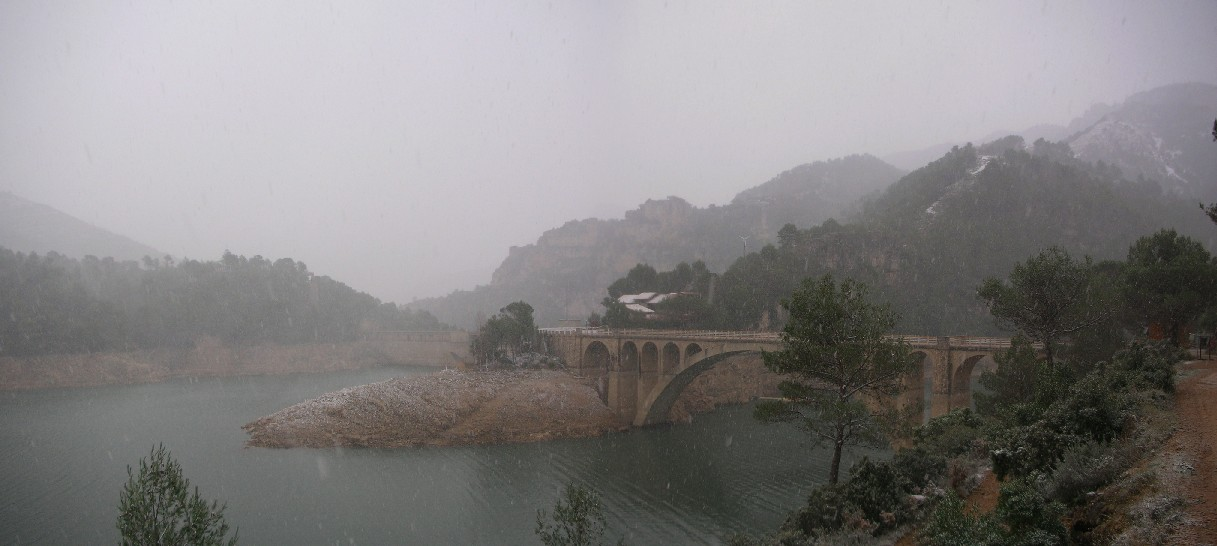
L'embassament d'Ulldecona sota una tempesta de neu a l'hivern